# Vodní bilance

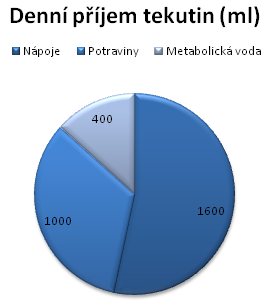
Denní příjem tekutin

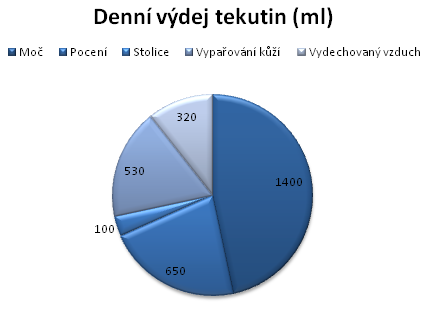
Denní výdej tekutin

Vodní bilance je poměr mezi příjmem a výdejem tekutin. Denní příjem a ztráta tekutin by měly být v rovnováze. Voda tvoří 50 – 75 % celkové tělesné hmotnosti. Rozdíly jsou dány především podílem tuku v těle. Netuková tělesná hmota obsahuje konstantní množství vody (75 %), zatímco v tukové tkáni je obsah vody malý. Tuková tkáň obsahuje jen asi 23 % vody, proto ji lidé s nadváhou mají v těle jen okolo 40 %, zatímco špičkoví sportovci se blíží právě těm 75 %. Většina tělesné vody je ve svalové tkáni a v krvi. Každý den jí ztrácíme dýcháním, trávením, vylučováním a potem. Doplňování tekutin je způsob, jak pokrýt každodenní ztráty. U sportovce jsou tyto ztráty mnohem vyšší, a proto je důležité věnovat příjmu tekutin značnou pozornost. Pokud tomu tak není, nedostatek tekutin způsobuje zvýšení koncentrace metabolitů, dřívější únavu, prodloužení doby regenerace a pokles fyzické výkonnosti. Při ztrátách vody (v potu, moči, stolici) dochází také ke ztrátám minerálních látek, které pomocí osmotického tlaku řídí rozložení tekutin v těle. Optimální množství příjmu tekutin se pohybuje kolem 2 litrů za den (u dospělého člověka přibližně 40 ml.kg−1), sportovec s pravidelnou fyzickou zátěží má spotřebu tekutin vyšší.

## Příjem a výdej tekutin
Tělo zdravého štíhlého muže s hmotností 70 kg obsahuje celkem asi 42 l vody. Obrat vody v organismu je větší než obrat všech ostatních látek: u osoby se sedavým způsobem života žijící v mírném klimatu činí denní obrat vody 2 – 4 l (5 – 10 %) celkového tělesného obsahu vody.
Průměrný obrat vody u 70 kg muže činí tedy zhruba 3 l. Z těchto 3 l přijme cca 1600 ml ve formě nápojů, 1000 ml ve formě potravin a asi 400 ml tvoří metabolická voda z přeměny látek. Vzhledem k tomu, že výdej a příjem mají být v rovnováze, bude výdej vody taky okolo 3 l. Ten tvoří moč cca 1400 ml, vydechovaný vzduch 320 ml, vypařování kůží 530 ml, pocení 650 ml, stolice 100 ml.